# Thou Shalt Suffer
Thou Shalt Suffer (zastarale anglicky budeš trpět) byla norská kapela z Notoddenu založená roku 1990. Zpočátku vystřídala názvy Dark Device, Xerasia a Embryonic, než se v roce 1991 přejmenovala na Thou Shalt Suffer. 
Původní tvorba se orientovala na death metal s prvky black metalu. Kapela se v roce 1991 také rozpadla, její členové totiž zformovali známé norské blackmetalové skupiny Emperor a Ildjarn.
V roce 2000 vyšlo studiové album s názvem Somnium, což byl sólový počin v ambientním/neoklasickém stylu Vegarda Sverre Tveitana (alias Ihsahna).

## Členové kapely
- Vegard Sverre "Ihsahn" Tveitan – vokály, kytara, klávesy (1990–1991, 2000)
- Tomas "Samoth" Haugen – kytara (1990–1991), baskytara (1991), bicí (1991)
- Vidar "Ildjarn" Våer – baskytara (1991)
- Thorbjørn Akkerhaugen – bicí (1991)
- Ronny Johnson – bicí (1991)

## Diskografie

### Dema
- Rehearsals '90 (1990) – pod názvem kapely Xerasia
- The Land of the Lost Souls (1990) – pod názvem kapely Embryonic
- 4-track rehearsal (1991)
- Into the Woods of Belial (1991)

### Studiová alba
- Somnium (2000)

### EP
- Open the Mysteries of Your Creation (1991)

### Kompilace
- Into the Woods of Belial (1997)